# Scornicești
Scornicești ist eine Stadt im Kreis Olt, in der historischen Region Große Walachei in Rumänien mit etwa 12.500 Einwohnern.
Hier wurde 1918 Nicolae Ceaușescu geboren, kommunistischer Staatspräsident und Vorsitzender des  Staatsrates Rumäniens von 1965 bis 1989.

## Geografische Lage
Scornicești liegt im Nordosten des Kreises Olt, in 25 Kilometer Entfernung von der Kreishauptstadt Slatina und 48 Kilometer von Pitești an der Europastraße E 574. Scornicești hat keinen Bahnzugang; der nächste Bahnhof befindet sich im 15 Kilometer entfernten Potcoava.

## Nachbarorte
| Constantinești | Poboru                                      | Tătulești     |
| Oporelu        | Kompassrose, die auf Nachbargemeinden zeigt | Optași        |
| Priseaca       | Potcoava                                    | Sârbii Măgura |

## Bildergalerie

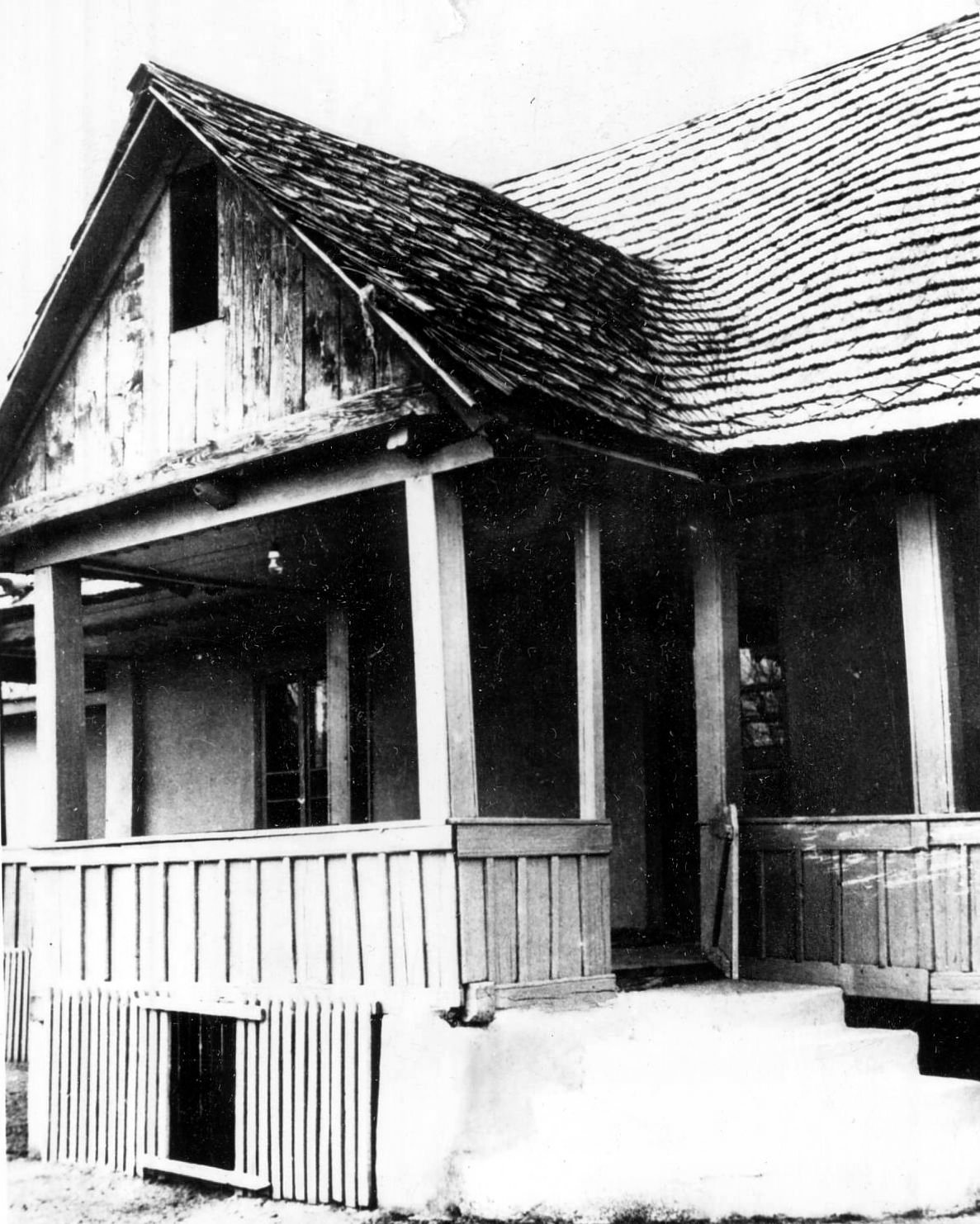
Geburtshaus von Nicolae Ceaușescu

## Persönlichkeiten
- Nicolae Ceaușescu (1918–1989), rumänischer Staatschef (1965–1989)
- Ilie Ceaușescu (1926–2002), rumänischer Generalleutnant und Historiker
- Vasile Bărbulescu (1926–1991), rumänischer Politiker
- Emil Dică (* 1982), Fußballspieler bei CFR Cluj